# 四川唇柱苣苔
四川唇柱苣苔（学名：Chirita sichuanensis）为苦苣苔科唇柱苣苔属下的一个种。其种加词“sichuanensis”意为“四川的”。
现接受名为四川报春苣苔（Primulina sichuanensis (W.T.Wang) Mich.Möller & A.Weber, 2011)。